# Czas przeszły (powieść)
Czas przeszły – powieść wojenna Andrzeja Szczypiorskiego z 1961 roku.

## Treść
Akcja powieści toczy się w czasie II wojny światowej oraz tuż po niej. Grupa bojowników ruchu oporu przeprowadza zamach na hitlerowskiego dygnitarza. Akcja nie udaje się, gdyż jeden z bojowników ostrzegł w porę Niemców. Giną wszyscy uczestnicy zamachu, z wyjątkiem jednego. Po wojnie jedyny ocalały uczestnik akcji jest powszechnie oskarżany o zdradę. W rzeczywistości zdrajcą był inny bojownik, który został potem przez Niemców zabity. Ocalały uczestnik akcji nie ma możliwości udowodnienia swojej niewinności, gdyż jedynym świadkiem, który mógłby obalić fałszywe oskarżenia, jest niedoszła ofiara zamachu – ocalały hitlerowski dygnitarz. Czyni to sprawę beznadziejną.

## Ekranizacje
- Czas przeszły – film z 1961 r. w reżyserii Leonarda Buczkowskiego.